# Lijst (informatica)
In de informatica is een lijst (Engels: list) een lineaire datastructuur. Kenmerkend voor een lijst is dat de elementen van de datastructuur in een welgedefinieerde volgorde staan. Dat houdt in dat: 
- er een eerste element en een laatste element is, tenzij de lijst leeg is;
- bij elk element, behalve het laatste, een volgend element is;
- bij elk element, behalve het eerste, een vorig element is.

Bij sommige soorten lijsten (bijvoorbeeld array's) kan elk element direct benaderd worden; bij andere soorten kan een element alleen benaderd worden door te beginnen bij het eerste en dan de elementen een voor een langs te lopen tot men bij het gezochte element is aangekomen. 
De volgende datastructuren zijn lijsten:
- Array
  - Bitmaps 
    - Images
    - Heightfields
- Gelinkte lijsten
  - Skip list

In diverse programmeertalen zoals Ruby en Prolog  kunnen lijsten als volgt geschreven worden: [1,2,4.5,"hello",[1,2,3]] In Haskell dienen alle elementen in een lijst van hetzelfde type te zijn dus bijvoorbeeld: [1,2,3] of [True, False].
In een taal als Lisp (dat naar de lijst is genoemd), en Tcl, als volgt: (1 2 3 hello (1 2 3))
De array in Perl kan als een lijst worden beschouwd, daarin zou het voorbeeld als volgt kunnen worden weergegeven: (1,2,3,'hello',(1,2,3))
In Java, C en C++ is het niet mogelijk verschillende datatypen in één array te zetten. Dit is overigens in Java wel mogelijk met de collections-API. Een lijst van integers wordt ingevoerd als {1,2,3,4}.